# Dean Court
Dean Court (oficiálním sponzorským názvem nazýván jako Vitality Stadium) je fotbalový stadion, který se nachází v anglickém Bournemouthu. Stadion je domovem ligového fotbalového klubu AFC Bournemouth. Současná maximální kapacita stadionu je 11 464 sedících diváků.
V roce 1910 obdržel fotbalový klub Boscombe FC ve městě pozemek, který patřil bohaté rodině Cooper-Dean, po nichž byl poté budoucí stadion také pojmenován. Na pozemku kdysi stála stará štěrkovna a i kvůli tomu nebyl stadion postaven včas před začátkem sezóny 1910/11. Fotbalový klub tak musel hrát dočasně na místě zvaném King's Park a to až do prosince 1910, kdy byl nový stadion konečně dokončen. Nicméně, klubové prostory v té době ještě nebyly zcela připraveny, a hráči se zpočátku museli spokojit s prostory sousedního hotelu.
Největší přestavba stadion čekala v roce 2001, kdy byla hrací plocha otočena o devadesát stupňů své původní polohy. Původně měla být přestavba hotova před začátkem sezóny 2001/02, ale kvůli častým opožděním s prací musel hrát Bournemouth úvodních osm domácích utkání na stadionu The Avenue Stadium v nedalekém Dorchesteru.